# Muzej torture u Zagrebu
Muzej torture ili Tortureum bio je privatni muzej u Zagrebu koji je sadržavao zbirku sredstava za mučenje i egzekuciju ljudi kroz povijest. Otvoren je 10. srpnja 2015., a zatvoren 2021. godine. U muzeju je bilo izloženo više od 70 instrumenata i sprava koje nisu izvornici, već vjerne replike pretežno srednjovjekovnoga pribora za iživljavanje nad optuženicima. Najvrjedniji izlošci su giljotina iz 1792. s Bergerovim mehanizmom iz 1839. godine, pendulum odnosno sjekira koja se njiše i svakim zamahom spušta sve niže, nirnberška djevica, brnjica ili krotiteljica lajavica, užarena kruna, maska srama, stup srama, španjolska čizma, španjolska škakljalica, kolac, stolac s čavlima, španjolska čizma, paralo za grudi, otvarač usta, okov za stopala, čupalica, vilica za heretike, stiskalo za palce, čupalica za jezik, kliješta za čupanje, rezalica prstiju, violina, svrdlo za stopalo, španjolska lomilica, stiskalo za koljena, strvinarova kći itd. 
Izlošci su bili smješteni u trima zamračenim prostorijama, a ulaznica je koštala 40 kuna.

## Vanjske poveznice
- Službene stranice  Arhivirana inačica izvorne stranice od 27. ožujka 2016. (Wayback Machine)